# Railleuse (torpilleur)
Pour les articles homonymes, voir Railleuse.
La Railleuse est l’un des quatorze torpilleurs français de classe L'Adroit construits pour la marine française dans les années 1920. Pendant la Seconde Guerre mondiale, il a été détruit le 23 mars 1940 par l’explosion d’une de ses torpilles.

## Conception
La classe L'Adroit était une version légèrement agrandie et améliorée de la classe Bourrasque. Les navires avaient une longueur de 107,2 mètres, une largeur de 9,9 mètres et un tirant d'eau de 3,5 mètres. Leur déplacement était de 1380 tonnes à charge standard et 2000 tonnes à pleine charge. Ils étaient propulsés par deux turbines à vapeur à engrenages, chacune entraînant un arbre d'hélice, utilisant la vapeur fournie par trois chaudières du Temple. Les turbines ont été conçues pour produire 31000 chevaux (22800 kW) et propulser les navires à 33 nœuds (61 km/h). Les navires transportaient 386 tonnes de mazout, ce qui leur donnait une autonomie de 3000 milles nautiques (5600 km) à 15 nœuds (28 km/h).
L’armement principal des navires de la classe L'Adroit consistait en quatre canons de 130 mm modèle 1924 en affûts simples, une paire à l’avant et une paire à l’arrière des superstructures. Leur armement antiaérien se composait d’une paire de canons de 37 mm modèle 1925. Les navires transportaient deux affûts triples de tubes lance-torpilles de 550 millimètres situés au-dessus de la ligne de flottaison. Deux toboggans pour grenades anti-sous-marines étaient installés à l’arrière. Ils contenaient seize grenades de 200 kilogrammes. De plus, deux lanceurs de grenades anti-sous-marines permettaient de tirer six grenades de 100 kilogrammes.

## Carrière
La Railleuse a été mise en chantier le 1er août 1925, lancée le 9 septembre 1926 et achevée le 15 mars 1928. Elle est coupée en deux le 23 mars 1940 à Casablanca, au Maroc français par l’explosion accidentelle d’une de ses torpilles, qui tue 28 membres d’équipage et en blesse 24. Ses canons principaux ont été retirés de l’épave et installés comme canons de défense côtière à Safi, au Maroc français. Ses restes ont été vendus à la ferraille en avril 1942.